# Ню Йорк еПри
Ню Йорк еПри е кръг от шампионата за болиди с електрическо задвижване Формула Е под егидата на ФИА. Провежда се от сезон 2016/17 всяка година на Бруклин Стрийт Съркът в Ню Йорк, САЩ.

## История
Дебютното Ню Йорк еПри е проведено на 15 юли 2017 г. и е първото автомобилно състезание на територията на Ню Йорк от 1896 г., когато шест автомобила се надпреварват от Ню Йорк до Уестчестър и обратно.

## Писта
Бруклин Стрийт Съркът е дълга 1,953 км и има 10 завоя. Разположена е близо до Бруклин Круиз Търминал в квартал Ред Хук, район Бруклин.

## Спонсори и официални имена
- 2017: Куалком – ФИА Формула Е Куалком Ню Йорк Сити еПри 2017

## Победители
| Година | Победител | Отбор              | Време (Об.)    | Най-бърза обиколка | Пол позишън | Дата   |
| ------ | --------- | ------------------ | -------------- | ------------------ | ----------- | ------ |
| 2017   | Сам Бърд  | DS Върджин Рейсинг | 52:29.275 (43) | Маро Енгел         | Алекс Лин   | 15 юли |
| 2017   | Сам Бърд  | DS Върджин Рейсинг | 58:09.388 (49) | Даниел Абт         | Сам Бърд    | 16 юли |

## Статистика

### Победи

#### Пилоти
| Победи | Пилот    | Постигнати         |
| ------ | -------- | ------------------ |
| 2      | Сам Бърд | 2017 (1), 2017 (2) |

#### Отбори
| Победи | Отбор              | Постигнати         |
| ------ | ------------------ | ------------------ |
| 2      | DS Върджин Рейсинг | 2017 (1), 2017 (2) |

#### Националност на пилотите
| Победи | Страна         | Постигнати         | Пилоти |
| ------ | -------------- | ------------------ | ------ |
| 2      | Великобритания | 2017 (1), 2017 (2) | 1      |

### Пол позиции

#### Пилоти
| ПП | Пилот     | Постигнати |
| -- | --------- | ---------- |
| 1  | Алекс Лин | 2017 (1)   |
| 1  | Сам Бърд  | 2017 (2)   |

#### Отбори
| ПП | Отбор              | Постигнати         |
| -- | ------------------ | ------------------ |
| 2  | DS Върджин Рейсинг | 2017 (1), 2017 (2) |

#### Националност на пилотите
| ПП | Страна         | Постигнати         | Пилоти |
| -- | -------------- | ------------------ | ------ |
| 2  | Великобритания | 2017 (1), 2017 (2) | 2      |

### Най-бърза обиколка

#### Пилоти
| НОБ | Пилот      | Постигнати |
| --- | ---------- | ---------- |
| 1   | Маро Енгел | 2017 (1)   |
| 1   | Даниел Абт | 2017 (2)   |

#### Отбори
| НОБ | Отбор                 | Постигнати |
| --- | --------------------- | ---------- |
| 1   | Венчъри Гран При      | 2017 (1)   |
| 1   | Ауди Спорт АБТ Шефлер | 2017 (2)   |

#### Националност на пилотите
| ПП | Страна   | Постигнати         | Пилоти |
| -- | -------- | ------------------ | ------ |
| 2  | Германия | 2017 (1), 2017 (2) | 2      |